# Ostravská laťka
Ostravská laťka je mezinárodní halový atletický mítink ve skoku do výšky, který se koná každoročně v Ostravě od roku 2005. První tři ročníky mítinku byly součástí tzv. Moravské výškařské tour, do které patří v současné době Beskydská laťka a Hustopečské skákání. V roce 2011 byl mítink zapojen do nového výškařského seriálu Czech High Jump Grand Prix. Součástí seriálu, jehož záštitu přijal i premiér Petr Nečas jsou také mítinky Brněnská laťka a Novinářská laťka.
Rekordy mítinku drží Tomáš Janků (232 cm) a Iva Straková (194 cm).

## Přehled vítězů

### Muži
| Ročník | Rok  | 1. místo       | Výkon  | 2. místo         | Výkon  | 3. místo                    | Výkon  |
| ------ | ---- | -------------- | ------ | ---------------- | ------ | --------------------------- | ------ |
| 1.     | 2005 | Svatoslav Ton  | 2,29 m | Jurij Krymarenko | 2,27 m | Jaroslav Bába               | 2,25 m |
| 2.     | 2006 | Tora Harris    | 2,28 m | Ivan Uchov       | 2,28 m | Giulio Ciotti               | 2,28 m |
| 3.     | 2007 | Tomáš Janků    | 2,32 m | Víctor Moya      | 2,30 m | Svatoslav Ton               | 2,30 m |
| 4.     | 2008 | Jaroslav Bába  | 2,20 m | Martijn Nuijens  | 2,20 m | Dalibor Hon                 | 2,15 m |
| 5.     | 2009 | Andrej Těrešin | 2,31 m | Jaroslav Bába    | 2,27 m | Michal Kabelka              | 2,20 m |
| 6.     | 2010 | Andrej Těrešin | 2,28 m | Jaroslav Bába    | 2,24 m | Sergej Mudrov               | 2,24 m |
| 7.     | 2011 | Jaroslav Bába  | 2,26 m | Viktor Šapoval   | 2,23 m | Radu Tucan                  | 2,20 m |
| 8.     | 2012 | Jaroslav Bába  | 2,29 m | Mihai Donisan    | 2,23 m | Keith Moffatt Piotr Sleboda | 2,23 m |
| 9.     | 2013 | Jaroslav Bába  | 2,26 m | Matúš Bubeník    | 2,26 m | Viktor Ninov                | 2,23 m |
| 10.    | 2014 | Danil Cyplakov | 2,27 m | Wojceich Theiner | 2,24 m | Jaroslav Bába               | 2,24 m |
| 11.    | 2015 | Matúš Bubeník  | 2,30 m | Jaroslav Bába    | 2,30 m | Stanys Raivydas             | 2,26 m |

### Ženy
| Ročník | Rok  | 1. místo          | Výkon  | 2. místo               | Výkon  | 3. místo               | Výkon  |
| ------ | ---- | ----------------- | ------ | ---------------------- | ------ | ---------------------- | ------ |
| 1.     | 2005 | Iva Straková      | 1,94 m | Ifoma Jonesová         | 1,92 m | Monica Iagărová        | 1,90 m |
| 2.     | 2006 | Romana Dubnova    | 1,90 m | Barbora Laláková       | 1,90 m | Iryna Kovalenková      | 1,90 m |
| 3.     | 2007 | Romana Dubnova    | 1,92 m | Marina Aitovová        | 1,89 m | Jekatěrina Kuncevičová | 1,89 m |
| 4.     | 2008 | Romana Dubnova    | 1,93 m | Iva Straková           | 1,90 m | Kateřina Konvalinková  | 1,75 m |
| 5.     | 2009 | Barbora Laláková  | 1,84 m | Jekatěrina Kaljužinová | 1,80 m | Kateřina Konvalinková  | 1,75 m |
| 6.     | 2010 | Iva Straková      | 1,89 m | Barbora Laláková       | 1,86 m | Natalia Hapčuková      | 1,83 m |
| 7.     | 2011 | Iva Straková      | 1,87 m | Oldřiška Marešová      | 1,87 m | Romana Dubnova         | 1,84 m |
| 8.     | 2012 | Oldřiška Marešová | 1,85 m | Urszula Domelová       | 1,85 m | Karolina Blažejová     | 1,85 m |
| 9.     | 2013 | Magdalena Nová    | 1,76 m | Nikola Pařilová        | 1,76 m | Leona Silnicová        | 1,72 m |
| 10.    | 2014 | Magdalena Nová    | 1,83 m | Michaela Hrubá         | 1,83 m | Leona Silnicová        | 1,72 m |
| 11.    | 2015 | Oldřiška Marešová | 1,91 m | Michaela Hrubá         | 1,88 m | Eliška Buchlovská      | 1,75 m |